# 郡正夫
郡 正夫（こおり まさお）は日本のナレーター、ラジオパーソナリティ、リング・アナウンサー、esportsキャスター、徳島県徳島市出身。通称はコーリー。

## 主な出演作品

### リング・アナウンサー
- 新日本キックボクシング協会興行
- TITANSシリーズ
- TITANS NEOSシリーズ

### スポーツ
- プロ野球 埼玉西武ライオンズ スタジアムDJ
- プロバスケットボールbjリーグ 埼玉ブロンコス専属MC
- プロバスケットボールbjリーグ2011-2012オールスターゲームin埼玉スーパーアリーナ MC
- 〜2006 FIFA ワールドカップドイツアジア地区最終予選 パブリックビューイング〜 ヴァーチャルスタジアムMC
- GTF active Sports Paradise フットサル
- NEC レッドロケッツ　ブルーロケッツファン感謝祭 司会

### テレビ（インターネット配信含む）
- NHK BShi Jポップクリエイターズ　（NHK-BShi）
- 東京西三ツ星ナビ リポーター（JCN東京西）
- やっぱりみなと ぐぐっどGOOD子育て情報通 リポーター(CATV)
- 新春カラオケ大会（TVS）
- TOKYO MX「九州を愛した指揮官 王貞治」ナレーション　（TOKYO MX）
- Jリーグ大宮アルディージャドキュメンタリー番組ナレーション
- 高校講座 数学I ナレーション（NHK教育）
- GP LEAGUE プログラミングコロシアム 実況（千葉テレビ放送、BSフジ）
- DISSIDIA FINAL FANTASY 公式生放送ＭＣ
- DISSIDIA FINAL FANTASY OPERA OMNIA 公式生放送ＭＣ
- 車あるんですけど　（テレビ東京）

### ラジオ
- 東京St Light City（ミュージックバード）
- HIPPER’S JAM（FM徳島）
- 清田愛未の音のたまご（FM八ヶ岳）

### イベントMC
- 闘劇 -SUPER BATTLE OPERA-総合司会
- FINAL FANTASY 30th Opening Ceremony司会
- 闘神祭 総合司会
- スプラトゥーン甲子園 実況
- ファンタシースター感謝祭 総合司会
- WPC EXPO Panasonic
- 東京ゲームショウ
- 東京モーターショー
- アークシステムワークス ファイティングゲームアワード 司会
- CEATEC JAPAN SD メモリーカード
- フォーミュラニッポン イベントカー
- 集英社JUMPLAND発表イベント
- 集英社ジャンプフェスタ JUMPLANDブース
- 渋谷Club asia ライブイベント　DJ
- ポケモン企業対抗戦
- Fighters Crossover全国大会＃00 最終予選・決勝大会 総合MC
- CONNECT 4 TOKYO Requiem 総合MC

### イベント出演
- 『仏像マニアックス3』（2010年1月31日　東京カルチャーカルチャー）
- 『科学の視点で迫る〜大仏ハンターと仏像でGO!〜』（2011年12月22日 星と風のカフェ）
- ファイナルファンタジー25周年オーケストラコンサート Distant Worlds THE CELEBRATION オペラナレーション（東京国際フォーラム　ホールA,大阪国際会議場 グランキューブ大阪 メインホール）
- FINAL FANTASY 30th Anniversary Distant Worlds: music from FINAL FANTASY JIRITSU / 而立 オペラナレーション（東京国際フォーラム　ホールA,大阪国際会議場 グランキューブ大阪 メインホール）

### CD
- FINAL FANTASY ORCHESTRAL ALBUM
- THE BLACK MAGESIII Darkness and Starlight（オペラシーンナレーション）
- クロダサトルの優雅な生活／立川亮とタンゴアカシアーノ（ナレーション）
- コーリーの仏像でGO！〜如来編〜（ナレーション/台本）
- コーリーの仏像でGO！〜菩薩編〜（ナレーション/台本）
- コーリーの仏像でGO！〜明王編〜（ナレーション/台本）

### Blu-ray
- Distant Worlds THE CELEBRATION ファイナルファンタジー25周年コンサート